# Vert-de-gris

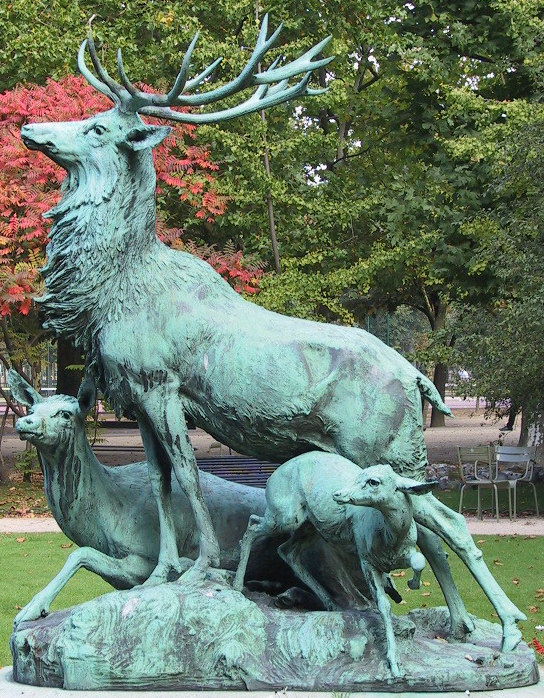
Vert-de-gris (patine verte) sur une statue en bronze (Harde de cerfs écoutant le rapproché d'Arthur Le Duc au Jardin du Luxembourg).

Les verts-de-gris (ou vert de gris) sont des pigments verts, généralement des acétates de cuivre, en usage depuis l'Antiquité ; ils sont décriés dès la fin du Moyen Âge et pratiquement abandonnés car leur couleur n'est pas stable et le procédé de fabrication peut leur laisser une acidité résiduelle avec des effets non désirés sur le médium ou les autres pigments.
Ces pigments ne doivent pas être confondus avec la patine verte appelée vulgairement « vert-de-gris » qui résulte de la corrosion atmosphérique de la surface des objets en cuivre et de ses alliages. Cette patine, de nature purement minérale, est constituée principalement de sels de cuivre basiques qui peuvent être selon les conditions atmosphériques des hydroxy-carbonates, des hydrosulfates ou des hydrochlorures,.
Dans les deux cas, la quantité de cuivre qu'ils contiennent leur confère une certaine toxicité.
Le vert-de-gris est par dérivation, un nom de couleur.

## Pigment
Le nom « vert-de-gris » désigne un ensemble de pigments minéraux de synthèse solubles dans l'eau dont la composition chimique diffère selon les procédés de fabrication. Généralement ces pigments sont des acétates de cuivre mais il peut s'agir de mélanges plus inattendus obtenus à partir de minéraux cuprifères. Parmi les acétates de cuivre on distingue le vert-de-gris basique et le vert-de-gris neutre, dit aussi verdet. La variété basique a pour formule générale [Cu(CH3COO)2]x·[Cu(OH)2]y·zH2O. Elle existe sous au moins quatre formes à l'état pur ou en mélange. Sa couleur varie du bleu au vert. L'acétate neutre d'un bleu plus pur est obtenu en diluant l'acétate de cuivre basique dans de l'acide acétique ; sa formule chimique est Cu(CH3COO)2·H2O. Le Colour Index les désigne comme PG20. Leur toxicité et leur manque de solidité, tant au contact d'autres pigments qu'à la lumière, ont entraîné leur abandon presque total.

### Fabrication
Le nom de vert-de-gris dérive du procédé de fabrication du pigment : verte-grez se traduit de l'ancien français par vert produit par l'aigre.
Le vert-de-gris (acétate de cuivre) a été fabriqué comme pigment vert-bleu dès l'Antiquité par corrosion du cuivre métallique par des émanations de vinaigre, selon une recette attestée par Théophraste et Pline l'Ancien. On obtenait un mélange d'acétate basique de cuivre et d'autres acétates de cuivre, donnant, si on les sépare, des teintes plus ou moins vives ou grisées. On en a retrouvé sur des fresques à Pompéi, où il s'est bien conservé. Au Moyen Âge, le même procédé de fabrication subsiste dans l'Espagne arabisée et l
a Grèce ; de nombreux ouvrages d'alchimie indiquent sa recette il sert à l'enluminure des manuscrits, avec parfois le résultat désastreux que l'acidité restant dans la préparation attaque le parchemin ou le papier, tandis que d'autres pigments se détériorent à son contact. C'est pourquoi à la Renaissance on l'améliore en le combinant avec de la résine de térébenthine, mais ce pigment est, dans certaines formules, instable et vire au marron avec le temps, ce qui se voit sur les feuillages de peintures comme L'allégorie de l'amour (Respect) de Paul Véronèse (1570).
Au XVIIe siècle, Lémery indique la recette pour faire le verdet ou vert-de-gris : « on stratifie des plaques de cuivre avec du marc de raisin dont on a tiré le moût; on les laisse macérer un certain temps, après quoi on trouve une partie de ces plaques réduites en verdet » (Cours de chymie 1675, p. 109).

## Patine verte

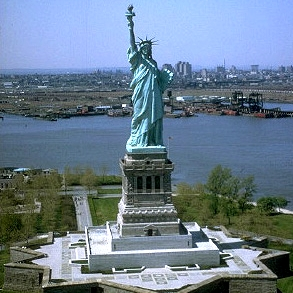
Statue de la Liberté en cuivre patiné de vert-de-gris, typiquement de la brochantite.

Sous l'action conjuguée de l'humidité et du dioxyde de carbone, le cuivre s'oxyde à froid par l'air atmosphérique selon la réaction chimique :
La patine verdâtre des objets en cuivre ou en bronze comporte différents composés, selon les conditions extérieures. En milieu très pollué, avec beaucoup de dioxyde de soufre dans l'air, il s'agit principalement d'antlérite. En milieu moyennement pollué avec peu de dioxyde de soufre dans l'air, il s'agit principalement de brochantite. Lorsqu'il y a un milieu salin à proximité (mer ou épandage de sel en hiver), il s'agit principalement d'atacamite. En fait, on retrouve toujours un mélange, en diverses proportions, de ces produits. La brochantite est le produit le plus fréquent.
La malachite (CuCO3·Cu(OH)2), est un composé instable qui se transforme très vite en brochantite ou en atacamite.

## Couleur vert-de-gris

### Nuances
Au XIXe siècle, Michel-Eugène Chevreul entreprend de situer les couleurs les unes par rapport aux autres et par rapport aux raies de Fraunhofer. Il cite le vert-de-gris dans un index des « noms de couleur les plus fréquemment usités dans la conversation et dans les livres », estimant sa couleur à 5 vert-bleu 8 ton. Le vert de gris sur soie de Tuvée, fabricant, est, lui, vert-bleu 7 ton.
Dans les nuanciers modernes, on trouve, en fil à broder, 520 Vert de gris ; en couleur pour les arts graphiques, 547 Vert de gris, en peinture pour la décoration, Vert de gris.

### Mode
Le vert de gris figure de temps en temps parmi les couleurs de la mode depuis le XIXe siècle, désignant en général des glauques, qui peuvent varier considérablement de nuance et de clarté.  

### Uniformes
En France, particulièrement pendant la Seconde Guerre mondiale, on a appelé vert de gris la couleur de l'uniforme militaire allemand, un vert grisâtre foncé (« Feldgrau »), et par extension, tout ce qui était allemand. Une intention péjorative contribue certainement au succès de l'expression ; on assimile l'occupant à une corrosion, toxique de surcroît.
La couleur ne correspond cependant pas à celles désignées auparavant par vert-de-gris dans le domaine de la mode, souvent plus claires et vives ; mais l'application à des couleurs d'uniforme n'est pas neuve. On trouve déjà l'expression appliquée, dans des articles bienveillants, à celle de la Légion espagnole franquiste pendant la guerre d'Espagne ; à celle de la milice fasciste autrichienne en 1933, et, de façon purement descriptive, au feldgrau allemand dès 1918.

### Botanique
Deux champignons non comestibles se désignent d'après leur couleur vert de gris :
- La russule vert de gris (Russula aeruginea), de 10 à 15 cm que l'on trouve dans les forêts de feuillus et de conifères de juin à octobre.
- le strophaire vert-de-gris, de 3 à 7 cm.

## Toxicité
La toxicité de l'oxyde de cuivre a été mise à profit pour la protection des coques de navires contre la prolifération des algues et coquillages. Les coques des navires en bois pouvaient être cloués de punaises de cuivre, ou entièrement doublés extérieurement de cuivre.
Le vert-de-gris a pu être employé comme poison : « (…) Désappointée, la voleuse avait juré de se venger, et, pour ce faire, elle versa, un soir, dans une tasse de café servie au jeune homme, une forte quantité de vert-de-gris ».

### Manipulation
Le vert-de-gris est un mélange de différents composés cuivrés toxiques ou nocifs, il convient donc de se laver les mains après chaque manipulation de celui-ci.

## Art, littérature et cinéma
- La Môme vert-de-gris est un film policier français de 1952 du réalisateur Bernard Borderie avec Eddie Constantine et Dominique Wilms.
- Le Groom vert-de-gris est un spin-off de Spirou et Fantasio par Yann et Olivier Schwartz. Il constitue le cinquième album de la série Une aventure de Spirou et Fantasio par ....

### Chansons populaires
Une utilisation du poison... L'histoire du Sire de Framboisy qui avait pris femme, la plus jeune du pays. La chansonnette indique qu'une fois la belle confondue d'inconduite dans un bal à Clichy "Dans son carrosse la r'mène à Framboisy, Il l'empoisonne avec du vert-de-gris, Et sur sa tombe il sema du persil, De cette histoire, la moral', la voisi: A jeune femme, il faut jeune mari !" 

Le poison est aussi mentionné dans la chanson Le Pudding à l'arsenic du film Astérix et Cléopâtre.